# Мозеш Кахана
Мозеш Кахана (Мойсей Генріхович Кахана; угор. Kahána Mózes; рум. Moseş Cahana; 26 листопада 1897, Дьордьобекаш, Австро-Угорщина — 11 квітня 1974, Будапешт, Угорщина) — молдавський та угорський письменник, поет, публіцист, лексикограф, революціонер-підпільник. Писав під псевдонімами Gyergyai Zoltán, Joel Béla, Térítő Pál, Köves Miklós, Teo Zare тощо. Брат психіатра й письменника Ерне Кахани.

## Життєпис

### Ранні роки
Народився 1897 року в трансильванському містечку Дьєрдебекаш (Gyergyóbékás) на річці Біказу, в сім'ї мірошника; там і закінчив школу. Перші вірші опублікував у журналі «Mában» під псевдонімом Joel Béla. 1918 року, з утворенням Угорської Демократичної Республіки, переїхав до Будапешта, де публікувався також і під псевдонімом Gyergyai Zoltán; з розпадом республіки наступного року поїхав на еміграцію у Відень.
Наприкінці 1918 року в Будапешті вийшла перша збірка віршів Кахани «Univerzum» (Всесвіт), за нею, вже у Відні, з'явилися поетичні збірки «Én te ő» (Я, ти, вона, 1921) і «Túl a politikán» (Про політику, 1921), з ілюстраціями модерністського трансильванського художника Яноша Маттіса-Тойча (1884—1960). 1922 року Кахана разом із Iren Komjat (Аладар Ком'ят, 1891—1937) заснував журнал «Egyseg» (Єдність), покликаний об'єднати лівоналаштовану угорську еміграцію у Відні; друкувався під різними псевдонімами в цьому журналі та у віденському виданні «Akasztott Ember». 1923 року під ім'ям Térítő Pál випустив збірку «A mozgalom» (Рух) з ілюстраціями Шандора Бортника(1893—1976), після чого повернувся до тепер уже румунської Трансильванії і приєднався до нелегальної Комуністичної партії Румунії. За зв'язок із забороненою партією був заарештований 1926 року, засуджений на два роки та поміщений у в'язницю для політв'язнів Дофтана (Doftanul). Того ж року втік із в'язниці (отримавши вогнепальне поранення в ногу), переправився через Дністер, яким проходив тоді державний кордон СРСР, і оселився в Молдавській АРСР, де включився в літературне життя вже молдавською мовою. Став одним із засновників і першим головою молдавської Спілки письменників (1927), але вже 1929 року за завданням Комінтерну з метою організації підпільної комуністичної роботи переведений до Берліна, звідти — до Парижа. Знову перейшов на угорську мову і тепер виключно на прозу. Став постійним співробітником журналу Korunk, де публікувався і раніше (навіть бувши в Радянському Союзі); публіцистичні та літературно-критичні роботи (про Толстого, Садовяну, Радноті та інших) протягом 1930-х років друкував під псевдонімами Köves Miklós, KM, k.m. та K.K.
Саме в Парижі написав свої найвідоміші романи, які вийшли в угорському видавництві в Клівленді (США) під псевдонімом Köves Miklós та в Радянському Союзі російською та угорською мовами під його власним ім'ям: «Tarackos» (російською мовою у 2-х томах, М. — Л., 1930 і 1932), «A Kárpátok alatt» (Під землею, 1931), «Taktika» (Тактика, російською мовою, М. — Л., 1933 і угорською мовою — Клівленд, 1934), «Őszi hadgyakorlat» (Осінній маневр, угорською мовою, Клівленд, 1935). 1937 року знову повернувся до Румунії, цього разу оселився в Бессарабії, продовжував регулярно публікуватися в журналі Korunk аж до 1940 року, коли Бессарабія відійшла до СРСР. 1940 року в Клужі, знову під псевдонімом Miklós Köves, вийшов найвідоміший його роман «Hat nap es a hetedik» і тоді ж Кахана включився до діяльності утвореної в Кишиневі Спілки письменників МРСР.

### У СРСР
У роки Німецько-радянської війни — в евакуації в Середній Азії, після війни повертається до Кишинева, потім селиться в Бендерах. У ці роки займається лексикографічною роботою й 1946 року в державному видавництві іноземних мов виходить його «Угорсько-російський словник» на 20 тисяч слів. Друге видання словника, 1951 року, містить вже 27 тисяч слів, а третє, що вийшло 1959 року, автор довів до 35 тисяч лексичних одиниць і додав нарис граматики угорської мови (ще одне видання вийшло 1964 року). 1954 року молдавською мовою виходить перший роман Кахани з планованої трилогії про колективізацію та колгоспне життя «Костя Гінгаш», 1956 року — другий роман трилогії — «Павло Брагар». За останній роман Кахана зазнав жорстокої критики з боку голови молдавської Спілки письменників Андрія Лупана за ревізіонізм і фактично був повністю усунутий від літературного процесу в Молдові. На Третьому з'їзді Союзу письменників СРСР у травні 1959 року, на прохання керівництва молдавського Союзу письменників, Кахану також критикували за цей роман, змусили до вибачень, після чого він більше в Молдавію не повернувся, а оселився в Москві, де щойно вийшло нове видання його угорсько-російського словника.

### В Угорщині
У Москві займався перекладами з угорської мови; у перекладах російською мовою у видавництві «Радянський письменник» вийшли його роман «Павло Брагар» (1962) та збірка оповідань «Незабутнє» (1965). 1964 року поїхав до Угорщини, оселився в Будапешті, де його зустріли як метра сучасної угорської літератури (премія József Attila за 1968 рік). Одне за одним виходять перевидання його ранніх романів: «Biharvári taktika» (перероблене і з продовженням видання Тактики, 1965), «Tarackos» (1971), «Két nő egy képen» (1974), а також нові романи, книжки короткої прози і спогадів: «Földön, föld alatt» (1967), «Legyen masként» (1967), «Szabadság, szerelem» (1968), «Iratlan könyvek könyve, önéletrajzi» (1969), "Vízesés: Mai mold, «Szélhordta magyarok» (1971), «A boldog élet könyve, önéletrajzi» (1972), «Lemegy a nap» (1973), «Sóvárgások könyve, önéletrajzi» (1973).
11 квітня 1974 року, бувши одним із найвідоміших угорських письменників, Мозеш Кахана наклав на себе руки, викинувшись із вікна лікарні в Будапешті.
Посмертно вийшли видання вибраних творів письменника: «Nagy időknek kis embere» (до вісімдесятиріччя від дня народження, 1977), «Nyugtalan esztendő» (1977), три романи «Tarackos, Hat nap es a hetedik та Elbeszélések» вийшли однією книгою в Бухаресті 1978 року.

### Бібліографічне видання
- Vera Zimane Lengyel, M. Kahana: Bibliografia, Будапешт, 1977.